# Vasileios Papafōtīs
Vasileios Papafōtīs (in greco: Βασίλειος Παπαφώτης; Nicosia, 10 agosto 1995) è un calciatore cipriota, centrocampista dell'AEL Limassol.

## Palmarès

### Club

#### Competizioni nazionali
- Campionato cipriota: 1

APOEL: 2016-2017